# 智钦寺
智钦寺，位于中国青海省班玛县知钦乡知钦村，为第六批青海省文物保护单位，公布日期为1998年12月22日，类型为古建筑。
智钦寺的历史年代为明。